# Друга митровданска офанзива
Митровданска офанзива 1994. или Друга митровданска офанзива (бошњ. Operacija Jesen '94) био је напад снага Армије Републике Босне и Херцеговине на подручје које је држала Невесињска бригада Херцеговачког корпуса Војске Републике Српске.

## Околности и циљеви напада
Након потписивања Вашингтонског споразума на пролеће 1994. између Хрвата и Бошњака, бошњачке снаге у Херцеговини усмериле су своје нападе на Херцеговачки корпус Војске Републике Српске. Будући да је бошњачка војска оскудевала у оклопу и великокалибарском наоружању а да је пешадијски била далеко бројнија, АРБиХ је развио доктрину убацивања великих диверзантских група у позадину Војске Републике Српске. Након октобарских неуспешних напада на коњичком правцу, који је бранила 2. херцеговачка бригада, АРБиХ је пребацио тежиште на мостарско - невесињски правац. Напад је био лоше планиран - Херцеговачки корпус је знао за почетак акције.

## Ток борбе
АРБиХ је започео припрему напада убацивањем 900 до 1.000 диверзаната „Црних лабудова” иза редова Невесињске бригаде у ноћи 9/10. новембра. Део диверзаната је већ наредне вечери открила група од 20-ак бораца Невесињске бригаде на простору Бруска. Блокирано је 113 бораца другог батаљона 41. мостарске бригаде АРБиХ, а команда Невесињске бригаде је наредила кружну одбрану и повећану будност. И наредне вечери диверзанти су наставили убацивање, али су наишли на потешкоће, па тако група Незима Халиловића Мудериса није испунила своје задатке. Битка се разбуктала 11. новембра када је АРБиХ започео и фронтални напад, али су борци ВРС одбранили све положаје, нарочито у селима Бањдол и Равнице. До краја дана АРБиХ је започео повлачење, док су мањи окршаји с разбијеним бошњачким групама настављени и наредних дана.

## Последице
Рамиз Дрековић, командант 4. корпуса АРБиХ, јавно је изјавио да му је овај напад на Невесиње био највећи пораз у рату. Губици АРБиХ били су велики, према неким изворима 220 војника АРБиХ погинуло је у нападу. АРБиХ је током битке починила ратне злочине.